# Limoise
Limoise ist eine französische Gemeinde mit 201 Einwohnern (Stand 1. Januar 2022) im Département Allier in der Region Auvergne-Rhône-Alpes (vor 2016 Auvergne). Sie gehört zum Arrondissement Moulins und zum Kanton Bourbon-l’Archambault.

## Geographie
Limoise liegt etwa 24 Kilometer nordwestlich von Moulins.

### Nachbargemeinden
Umgeben ist Limoise von den Nachbargemeinden Le Veurdre im Norden, Saint-Léopardin-d’Augy im Osten, Franchesse im Süden und Südwesten sowie Pouzy-Mésangy im Westen und Nordwesten.

## Bevölkerungsentwicklung
| Jahr      | 1962 | 1968 | 1975 | 1982 | 1990 | 1999 | 2006 | 2011 | 2019 |
| Einwohner | 215  | 196  | 180  | 180  | 156  | 157  | 170  | 178  | 154  |

## Sehenswürdigkeiten
- Kirche Saint-Jacques, 1888 wiedererrichtet